# Водный (Коми)
Водный: посёлок городского типа в Республике Коми Российской Федерации. Входит в состав городского округа Ухта.
Население: 6244 жителей (2016 год).

## География
Расстояние до ближайшей железнодорожной станции 27 км.

## История
Статус посёлка городского типа — с 1944 года.
- Скважина № 1
- Скважина № 1

## Экономика
На месте нынешнего поселка с 1931 г. до 1956 г. работал завод, продукцией которого был радий.
В настоящее время на территории поселка действуют ОАО Ухтинский электрокерамический завод «Прогресс».

## Население
| Численность населения | Численность населения | Численность населения | Численность населения | Численность населения | Численность населения |      |
| 1959                  | 1970                  | 1979                  | 1989                  | 2002                  | 2010                  | 2016 |
| --------------------- | --------------------- | --------------------- | --------------------- | --------------------- | --------------------- | ---- |
| 3458                  | 5698                  | 6980                  | 8015                  | 6634                  | 6595                  | 6244 |